# 레오니드 쿠치마
레오니드 다닐로비치 쿠치마(우크라이나어: Леонід Данилович Кучма, 문화어: 레오니드 꾸츠마, 1938년 8월 9일~)는 1994년 7월 19일부터 2005년 1월 23일까지 우크라이나의 제2대 대통령으로 재직한 우크라이나의 정치인이다. 두 번의 임기를 모두 마친 유일한 우크라이나 대통령으로서, 그의 대통령 재임 기간은 민주주의 후퇴와 우크라이나 올리가르히의 성장, 그리고 여러 스캔들과 러시아-우크라이나 관계 개선으로 특징지어졌다.
소련의 기계 제작 산업에서 성공적인 경력을 쌓은 후, 쿠치마는 1990년 우크라이나 최고 라다 의원으로 선출되면서 정치 경력을 시작했으며, 1994년에 재선되었다. 그는 1992년 10월부터 1993년 9월까지 우크라이나 총리로 재직했다. 쿠치마는 현직 대통령 레오니드 크라우추크와의 1994년 대통령 선거에서 승리하여 취임했다. 그는 1999년에 추가 5년 임기를 위해 재선되었다. 1994년 쿠치마의 선출 이후 부패가 가속화되었으나, 2000년~2001년에 언론의 폭로에 직면하면서 그의 권력은 약화되기 시작했다.
쿠치마 행정부는 1999년에 언론 검열 캠페인을 시작했고, 이로 인해 언론인들이 체포되고 헤오르히 곤가제의 사망 사건과 이어진 카세트 스캔들, 대규모 시위가 발생했다. 우크라이나 경제는 1999년까지 계속 하락했으나 2000년부터 성장이 기록되어 도시 거주민 일부 계층에 상대적인 번영을 가져왔다. 그의 대통령 재임 기간 동안 우크라이나와 러시아 간 관계는 개선되기 시작했다. 쿠치마는 3선 출마를 거부하고 대신 2004년 선거에서 지역당 후보 빅토르 야누코비치를 지지했다. 선거 부정 의혹으로 인한 대규모 시위가 오렌지 혁명으로 확대되자, 쿠치마는 중립적인 입장을 취하며 빅토르 유셴코와 빅토르 야누코비치 사이의 중재자 역할을 했다. 2014년부터 2020년까지 쿠치마는 돈바스 전쟁과 관련된 준평화 협상에서 우크라이나 대통령 특별 대표로 활동했다.
쿠치마의 유산은 논란이 많은 것으로 드러났으며, 그는 여러 출처에서 권위주의적이라고 묘사되어 왔다. 쿠치마 행정부 하에서의 광범위한 부패와 언론 검열은 오늘날까지도 우크라이나에 영향을 미치고 있으며, 그는 과두제를 조장했다는 비난을 받아왔다.

## 경력
졸업 후, 쿠치마는 드니프로페트로프스크에 있는 유즈노예 설계국에서 우주항공 공학 분야에서 근무했다. 28세에 그는 바이코누르 우주 기지에 배치된 설계국의 시험 책임자가 되었다.
일부 정치 평론가들은 쿠치마의 초기 경력이 유즈마쉬의 최고기술책임자였고 이후 소련 중형기계제조부 장관이 된 겐나디 투마노프의 양녀인 류드밀라 탈랄라예바와의 결혼으로 크게 촉진되었다고 제안했다.
38세에 쿠치마는 유즈니 기계제조 공장의 공산당 책임자이자 우크라이나 공산당 중앙위원회 위원이 되었다. 그는 소비에트 연방 공산당 27차와 28차 대회의 대표였다. 1980년대 말에는 쿠치마가 공산당을 공개적으로 비판했다.
1982년 쿠치마는 유즈마쉬의 총설계기사 1부책임자로 임명되었고, 1986년부터 1992년까지 회사의 총책임자를 역임했다. 1990년부터 1992년까지 쿠치마는 우크라이나 최고 라다 의원이었다. 1992년 우크라이나 총리로 임명되었으며, 1년 후 개혁 속도가 느리다며 사임했다. 1994년 다시 국회의원으로 선출되었다.

## 대통령직
쿠치마는 1993년 9월, 우크라이나 총리직에서 사임하고 1994년 대통령 선거에 출마했으며, 러시아와의 경제 관계 복원과 더 빠른 시장 친화적 개혁을 통해 경제를 부양하겠다는 공약을 내세웠다. 쿠치마는 동부와 남부의 산업 지역에서 강력한 지지를 받아 현직 대통령 레오니드 크라우추크를 명확하게 이겼다. 그의 최악의 결과는 국가 서부 지역에서 나타났다.
쿠치마는 1999년에 두 번째 임기를 위해 재선되었다.  이번에는 지난번에 그에게 가장 강한 지지를 보냈던 지역들이 그의 반대자들을 지지했고, 지난번에 그를 반대했던 지역들이 그의 지지를 보냈다.
쿠치마 대통령 재임 기간 동안, 그는 야당 신문들을 폐쇄했고 여러 언론인과 정치적 반대자들, 예를 들어 비아체슬라프 초르노빌이 의문의 상황에서 사망했다. 역사가 세르히 예켈칙에 따르면, 쿠치마 대통령 행정부는 2000년 헌법 국민투표와 1999년 대통령 선거 동안 "선거 부정을 자유롭게 저질렀다"고 한다.

### 국내 정책
1994년 10월, 쿠치마는 보조금 축소, 가격 통제 해제, 세금 인하, 산업 및 농업의 민영화, 통화 규제 및 은행 개혁을 포함한 포괄적인 경제 개혁을 발표했다. 의회는 계획의 주요 내용을 승인했다. 국제 통화 기금(IMF)은 개혁을 시작하기 위해 3억 6천만 달러의 대출을 약속했다.
그는 1999년에 두 번째 임기를 위해 재선되었다. 야당은 그가 2000년에 발생한 언론인 헤오르히 곤가제 살인 사건에 연루되었다고 비난했으나, 쿠치마는 이러한 주장을 일관되게 부인했다. 비평가들은 또한 쿠치마가 언론 자유 제한에 책임이 있다고 지적했다. 쿠치마는 2001년 4월 26일, 빅토르 유셴코 내각이 최고 라다에 의해 해임되는 데 핵심적인 역할을 한 것으로 여겨진다.
쿠치마의 총리는 2002년부터 2005년 1월 초까지 빅토르 야누코비치였으며, 이는 쿠치마가 이전에 임명했던 아나톨리 키나흐를 해임한 이후의 일이다.

### 외교 정책

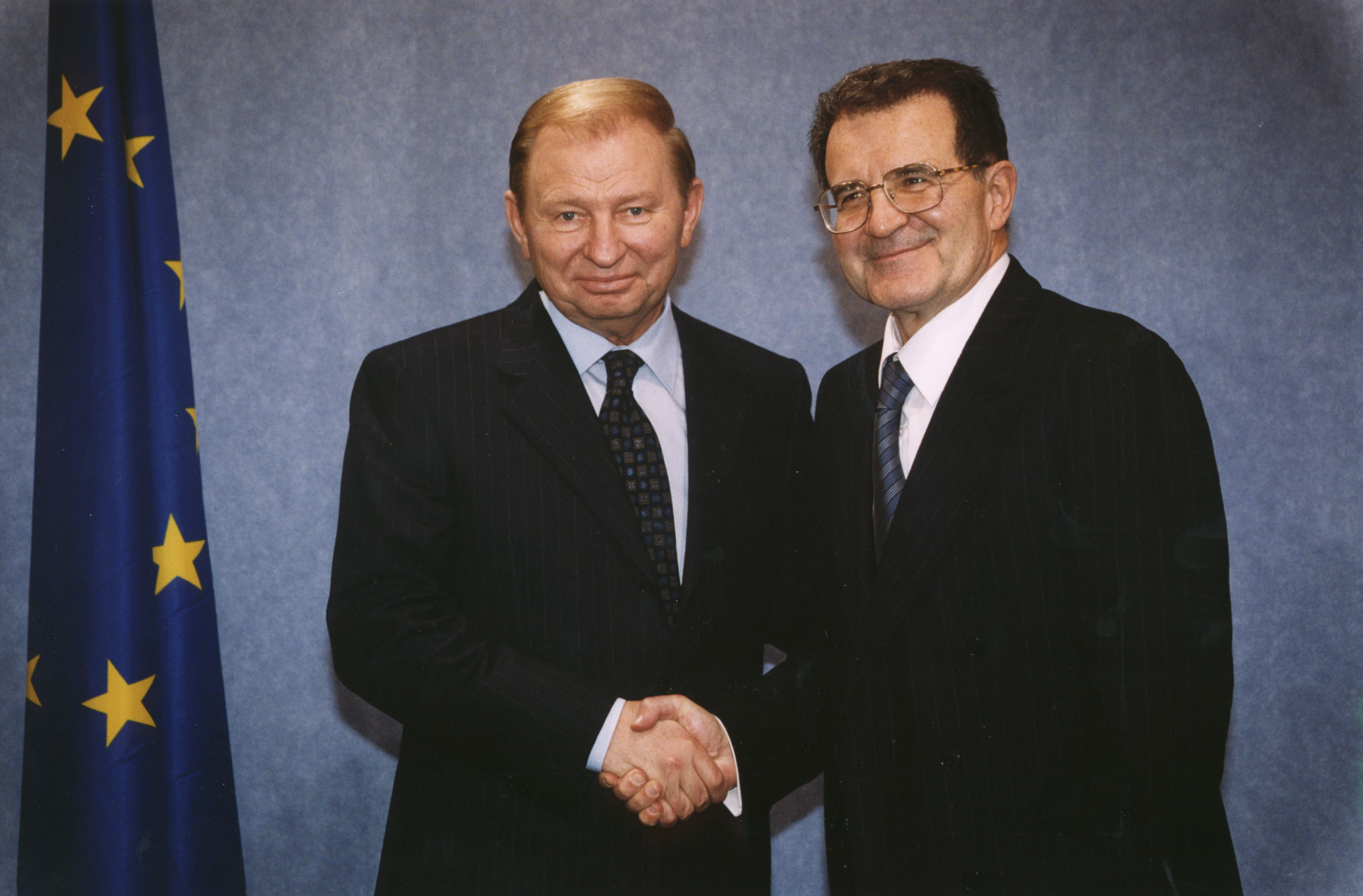
1999년 12월 5일, 브뤼셀에서 유럽 연합 집행위원장 로마노 프로디와 함께한 쿠치마

2002년 쿠치마는 우크라이나가 2003~2004년까지 EU과 연합 협정을 체결하기를 원하며, 2007~2011년까지 모든 EU 가입 요건을 충족할 것이라고 말했다. 또한 그는 EU와의 자유 무역 협정 체결을 희망했다.
쿠치마는 러시아와 "우호, 협력, 그리고 동반자 조약"을 체결했고, CIS와의 회담을 지지했다. 또한 그는 러시아어를 "공용어"라고 언급했다. 그는 NATO와 특별 동반자 협정을 체결했고, 동맹 가입 가능성을 제기했다. 쿠치마의 지도하에, 우크라이나군은 이라크 전쟁에 참여했다.
국내외에서의 인기가 부패 스캔들로 추락하자, 쿠치마는 러시아를 새로운 동맹으로 삼았다. 1990년대 후반부터 그는 러시아, 유럽, 그리고 미국에 모두 손을 뻗는 외교 정책을 채택했으며, 이를 "다중 벡터"라고 불렀다. 비평가들은 이 정책을 서방과 러시아 양쪽을 이용해 쿠치마와 우크라이나 올리가르히들의 개인적 이익을 취하는 것으로 평가했다.
2001년 10월 4일, 시베리아 항공 1812편이 이스라엘 텔아비브에서 러시아 노보시비르스크로 향하던 중 흑해 상공에서 우크라이나 공군에 의해 격추되었다. 이 비행기에 타고 있던 78명 전원, 그중 대부분이 러시아에 있는 친척을 방문하던 이스라엘인이었으며, 사망했다. 격추 사건 이후, 쿠치마는 처음에 우크라이나 국방부 장관 올렉산드르 쿠즈묵의 사표 수리를 거부하며 "세계, 유럽에서 무슨 일이 벌어지고 있는지 보라. 우리는 처음도 아니고, 마지막도 아닐 것이다. 이를 비극으로 만들 필요는 없다. 실수는 어디서나 일어난다. 그리고 이런 규모에서만이 아니라 훨씬 더 크고, 행성적 규모로도 일어난다."라고 말했다. 그러나 일주일 뒤, 쿠치마는 러시아 조사관들과 협력할 의사를 밝히고 러시아 및 이스라엘 정부에 사과했으며, 쿠즈묵의 사표를 수리했다.

## 대통령직 이후
레오니드 쿠치마는 대통령직에서 물러난 이후에도 정치 활동을 이어왔다. 그는 2005년 빅토르 유셴코 대통령에게 동조했으나, 이후 주미 우크라이나 대사 존 F. 테프트와의 서신에서 대통령에 대한 우려를 표명했다. 쿠치마는 2010년 대통령 선거에서 빅토르 야누코비치를 지지했다.

### 러시아의 우크라이나 침공
2022년 러시아의 우크라이나 침공이 시작되었을 때, 쿠치마는 자국 방어를 돕기 위해 남을 것이라고 밝혔다. 그는 "나는 집, 즉 우크라이나에 남아 있다. 우리는 모두 조국에 있으며, 다른 곳은 없다. 우리는 당파적 분열 없이, 사적 이해관계와 오래된 논쟁 없이, 오직 승리할 때까지 함께 방어할 것이다. 우리는 국기, 군대, 그리고 대통령을 중심으로 단결한다. 우크라이나는 러시아가 아니다. 그리고 결코 러시아가 되지 않을 것이다. 그들이 아무리 원한다 해도 말이다. 우리는 이미 승리하고 있으며, 이는 멈출 수 없다. 그리고 나는 러시아 연방에, 한 목소리로 '모두 저주받으라!'고 말하는 동포들의 말에 동의한다고만 전하겠다."고 말했다.
2023년 11월, 쿠치마는 자신의 신간 《우크라이나는 러시아가 아니다: 20년 후》를 발표했다.

## 참고 문헌
- 허승철 (2014년 6월). “우크라이나 야누코비치 정권 붕괴의 국내 정치경제 요인 분석”. 《러시아어문학연구논집》 (한국러시아문학회) (46): 155~178.